# Chacobuskkrypare
Chacobuskkrypare (Tarphonomus certhioides) är en fågel i familjen ugnfåglar inom ordningen tättingar.

## Utseende och läte
Chacobuskkrypare är en liten markkrypare med böjd näbb och långstjört. Båda könen har enfärgat orangebrun fjäderdräkt med vit strupe och mörk ögonbrynsstreck. Sången består av en serie med fem till tio ljudliga toner som ökar i ljudstyrka.

## Utbredning och systematik
Chacobuskkrypare delas upp i tre underarter med följande utbredning:
- T. c. estebani – sydöstra Bolivia, västra Paraguay och närliggande norra Argentina
- T. c. luscinia – västra Argentina (La Rioja och Mendoza)
- T. c. certhioides – norra och centrala Argentina

## Levnadssätt
Chacobuskkrypare hittas i tätbevuxet och taggigt skogslandskap och buskiga sluttningar. Där födosöker den vanligen enstaka, på marken och lågt i vegetationen. Födan består av små insekter och fjärilslarver.

## Status
Arten har ett stort utbredningsområde och beståndet anses vara stabilt. Internationella naturvårdsunionen IUCN listar den därför som livskraftig (LC).

## Namn
Fågeln har fått sitt svenska namn från Gran Chaco, ett torrt slättlandsområde på gränsen mellan Bolivia, Paraguay, Argentina och Brasilien.